# 湯浅郵便局
湯浅郵便局（ゆあさゆうびんきょく）は和歌山県有田郡湯浅町にある郵便局。民営化前の分類では集配普通郵便局であった。

## 概要
住所：〒643-8799 和歌山県有田郡湯浅町湯浅1520-1

## 沿革
- 1872年（明治5年）3月18日 - 湯浅郵便取扱所として開設[1]。
- 1875年（明治8年）1月1日 - 湯浅郵便局（五等）となる[1]。
- 1882年（明治15年） - 為替・貯金取扱を開始[1]。
- 1889年（明治22年）8月1日 - 湯浅郵便電信局となる[2]。
- 1903年（明治36年）4月1日 - 通信官署官制の施行に伴い湯浅郵便局となる[3]。
- 1945年（昭和20年）3月1日 - 特定郵便局から普通郵便局に局種別改定[4]。
- 1957年（昭和32年）5月6日 - 電話通話および和文電報受付事務の取扱を開始[5]。
- 1999年（平成11年） - 外国通貨の両替および旅行小切手の売買に関する業務取扱を開始。
- 2003年（平成15年）2月24日 - 宮原郵便局から集配業務の一部[6][7]を移管。
- 2006年（平成18年）9月25日 - 金屋郵便局から「643-01xx」区域の集配業務を移管[8]。
- 2007年（平成19年）10月1日 - 民営化に伴い、併設された郵便事業湯浅支店に一部業務を移管。
- 2012年（平成24年）10月1日 - 日本郵便株式会社発足に伴い、郵便事業湯浅支店を湯浅郵便局に統合。
- 2022年（令和4年）4月1日-かんぽサービス部を設置。

## 取扱内容
- 郵便、印紙、ゆうパック、内容証明
- 貯金、為替、振替、振込、国際送金、国債、投資信託
- 生命保険、バイク自賠責保険、自動車保険、がん保険、引受条件緩和型医療保険
- ゆうちょ銀行ATM
- 「643-00xx」「643-01xx」「643-08xx」区域（有田郡湯浅町全域、同郡広川町全域、同郡有田川町の一部の集配業務）
- ゆうゆう窓口

## 風景印
- 図案は西有田海岸と勝楽寺 阿弥陀如来坐像。局名表示は「湯浅」
- 使用開始日は1981年（昭和56年）12月1日

## 周辺
- 湯浅町役場
- 和歌山県立耐久高等学校
- 湯浅町立湯浅小学校
- 湯浅町立図書館 - 湯浅郵便局の旧局舎を転用した[9]。
- 国道42号
- 阪和郵便輸送株式会社湯浅営業所

## アクセス
- JR紀勢本線 湯浅駅から北東へ約900m（徒歩約10分）
- 湯浅御坊道路 湯浅ICから北西へ約2km
- 駐車場あり：10台